# Hopton (Suffolk)
Hopton – wieś w Anglii, w hrabstwie Suffolk, w dystrykcie West Suffolk. Leży 39 km na północny zachód od miasta Ipswich i 121 km na północny wschód od Londynu. Miejscowość liczy 650 mieszkańców.